# Шишкогриб лускатий
Шишкогриб лускатий, лускач (Strobilomyces strobilaceus) — їстівний шапковий гриб. Рідкісний вид, для якого характерне наземне утворення плодових тіл. Занесений до Червоної книги України. Таксономічна належність: Родина Боровикові — Boletaceae.

## Загальна характеристика
Шапинка 4-10 см у діаметрі, сіро-бура до чорно-бурої, з великими черепичасто розміщеними повстистими лусками, по краю із залишками покривала. Трубочки 1-3 см, білуваті, з віком швидко сіріють, до темнокоричневих. Пори великі, кутасті. Спори 9,5-15×8-12 мкм, округло-овальні, кулясті, сітчасторебристі, темно-бурі. Споровий відбиток майже чорний. Ніжка 4-15×1-З см, циліндрична, кольору шапинки, волокнистолуската, щільно-м'ясиста, з кільцем, що швидко зникає. М'якуш білуватий, на зламі червоніє, згодом чорніє, з неприємним землистим запахом. Плодові тіла з'являються у липні-жовтні. Гумусовий сапротроф.

## Поширення
Євразія, Північна Африка, Північна та Центральна Америка. В Україні відомий з Карпат, Закарпаття, Західноукраїнських лісів та Розточчя. Адміністративні регіони: Львівська, Тернопільська, Закарпатська, Чернівецька області.

## Місця зростання
Листяні, хвойні (переважно ялинові) та мішані ліси, на ґрунті чи занурених у ґрунт залишках гнилої деревини.

## Чисельність
Трапляється переважно поодинці, спорадично.

## Причини зміни чисельності
Вирубування пралісів, збирання населенням.

## Використання
Ґрунтотвірне. Їстівний гриб.

## Заходи охорони
Трапляється на території Карпатського біосферного заповідника та природного заповідника  «Розточчя», де охороняється як раритетний представник біорізноманіття. Необхідно створити ботанічні заказники в місцезнаходженнях виду, відомих поза межами заповідників, та контролювати стан його популяцій.